# Người Thái (Việt Nam)
Người Thái với tên tự gọi là Tay/Tày/Thay/Thày (tiếng Thái: ꪼꪕ Tay, Thái Lan:ไท Thay) tùy thuộc vào cách phát âm của từng khu vực. Các nhóm, ngành lớn của người Thái tại Việt Nam bao gồm: Tay Đón (Thái Trắng), Tay Đăm (Thái Đen), Tay Đèng (Thái Đỏ) và Tay Dọ (Thái Yo) cùng một số khác nhỏ hơn. Họ đã có mặt ở miền Tây Bắc Việt Nam trên 1200 năm, là hậu duệ những người Thái đã di cư từ vùng đất thuộc tỉnh Vân Nam, Trung Quốc bây giờ.

## Lịch sử
Người Thái thiểu số ở Việt Nam là 1 trong những dân tộc thuộc sắc tộc Thái và họ đều có nguồn gốc từ miền nam Trung Quốc di cư về phía nam (hay là khu vực Đông Nam Á). Dựa trên các chứng cứ về di truyền, Jerold A. Edmondson cho rằng tổ tiên của các cư dân nói ngôn ngữ Kra-Dai (Tai-Kadai) di cư từ Ấn Độ tới Myanmar, rồi sau đó tới Vân Nam (Trung Quốc) khoảng 20.000 - 30.000 năm trước. Từ đó họ đến đông bắc Thái Lan và sau đó di cư dọc vùng duyên hải Hoa Nam lên phía bắc đến cửa sông Trường Giang, gần Thượng Hải khoảng 8-10.000 năm trước.. Vào thời kỳ vương quốc Nam Chiếu và Đại Lý tồn tại từ TK 8 đến TK 13, cũng như sau đó, họ từ đó chiếm lĩnh Thái Lan và Lào.
Theo David Wyatt, trong cuốn "Thailand: A short history (Thái Lan: Lịch sử Tóm lược)", người Thái xuất xứ từ phía nam Trung Quốc, có cùng nguồn gốc với các nhóm dân ít người bây giờ như Choang, Tày, Nùng. Dưới sức ép của người Hán và người Việt ở phía bắc và phía đông, người Thái dần di cư về phía nam và tây nam. Người Thái di cư đến Việt Nam trong thời gian từ thế kỷ VII đến thế kỷ XIII. Trung tâm của họ khi đó là Điện Biên Phủ (Mường Thanh). Từ đây, họ tỏa đi khắp nơi ở Đông Nam Á cùng 1 lúc bây giờ như Lào, Thái Lan, bang Shan ở Miến Điện và một số vùng ở đông bắc Ấn Độ cũng như nam Vân Nam.
Theo sử sách Việt Nam, vào thời Nhà Lý, man Ngưu Hống (được cho là một cộng đồng người Thái Đen, đây là âm Hán Việt, phiên âm cho từ ngù háu (tiếng Thái: ꪉꪴ ꪹꪬ꪿ꪱ) tức là rắn hổ mang) ở đạo Đà Giang, đã triều cống lần đầu tiên vào năm 1067. Trong thế kỷ XIII, người Ngưu Hống kết hợp với người Ai Lao chống lại Nhà Trần và bị đánh bại. Năm 1280, một thủ lĩnh tên Trịnh Giác Mật, được gọi là "chúa đạo Đà Giang" đầu hàng Chiêu Văn vương Trần Nhật Duật nhà Trần, nhưng chưa rõ thành phần dân tộc của nhân vật này. Năm 1337 lãnh tụ Xa Phần bị giết chết sau một cuộc xung đột, xứ Ngưu Hống bị sáp nhập vào lãnh thổ Đại Việt và đổi tên thành Mường Lễ, hay Ninh Viễn (Lai Châu ngày nay) và giao cho họ Đèo cai quản. Năm 1431 lãnh tụ Đèo Cát Hãn, người Thái Trắng tại Mường Lễ (tức Mường Lay, nổi lên chống triều đình, chiếm hai lộ Quy Hóa (Lào Cai) và Gia Hưng (giữa sông Mã và sông Đà), tấn công Mang Mỗi (tức Mường Muổi, Sơn La), Đèo Mạnh Vương (con của Đèo Cát Hãn) làm tri châu. Năm 1466, lãnh thổ vùng tây bắc Đại Việt, gồm những vùng đất của người Thái được tổ chức lại thành thừa tuyên Hưng Hóa, gồm 3 phủ: An Tây (tức Phục Lễ), Gia Hưng và Qui Hóa, 4 huyện và 17 châu.
Những lãnh tụ Thái được gọi là "phụ đạo" (tiếng Thái: ꪕ꫁ꪱꪫ tạo) , được phép cai quản một số lãnh địa và trở thành giai cấp quý tộc của vùng đó, như dòng họ Đèo cai quản các châu Lai, Chiêu Tấn, Tuy Phụ, Hoàng Nham; dòng họ Cầm các châu Phù Hoa, Mai Sơn, Sơn La, Tuần Giáo, Luân, Ninh Biên; dòng họ Xa cai quản châu Mộc; dòng họ Hà cai quản châu Mai, dòng họ Bạc ở châu Thuận; họ Hoàng ở châu Việt...
Năm 1841, trước sự đe dọa của người Xiêm La, triều đình Nhà Nguyễn kết hợp ba châu Ninh Biên, Tuần Giáo và Lai Châu ở tả ngạn sông Mekong thành phủ Điện Biên. Năm 1880, phó lãnh sự Pháp là Auguste Pavie nhân danh triều đình Việt Nam phong cho Đèo Văn Trị chức tri phủ cha truyền con nối tại Điện Biên; sau khi giúp người Pháp xác định khu vực biên giới giữa Việt Nam với Trung Quốc và Lào, Đèo Văn Trị được cử làm quan của đạo Lai Châu, cai quản một lãnh thổ rộng lớn từ Điện Biên Phủ đến Phong Thổ, còn gọi là xứ Thái. Tháng 3, 1948 lãnh thổ này được Pháp tổ chức lại thành Liên bang Thái tự trị, qui tụ tất cả các sắc tộc nói tiếng Thái chống lại Việt Minh.
Sau chiến thắng Điện Biên Phủ, để lấy lòng các sắc tộc thiểu số miền Bắc, Chính phủ Việt Nam Dân chủ Cộng hòa thành lập Khu tự trị Thái Mèo ngày 29 tháng 4 năm 1955, Khu tự trị Tày Nùng và vùng tự trị Lào Hạ Yên, nhưng tất cả các khu này đều bị giải tán năm 1975

## Dân cư
Tại Việt Nam, theo Tổng điều tra dân số năm 1999, người Thái có số dân là 1.328.725 người, chiếm 1,74% dân số cả nước, cư trú tập trung tại các tỉnh Lai Châu, Điện Biên, Lào Cai, Yên Bái, Sơn La, Hòa Bình, Thanh Hóa, Nghệ An (số lượng người Thái tại 8 tỉnh này chiếm 97,6% tổng số người Thái ở Việt Nam)và một số ở Tỉnh Lâm Đồng và Đắk Lắk. Trong đó tại Sơn La có 482.485 người (54,8 % dân số), Nghệ An có 269.491 người (9,4 % dân số), Thanh Hóa có 210.908 người (6,1 % dân số), Lai Châu cũ (nay là Lai Châu và Điện Biên) có 206.001 người (35,1 % dân số).
Theo Tổng điều tra dân số và nhà ở năm 2019, người Thái ở Việt Nam có dân số 1.820.950 người, là dân tộc có dân số đứng thứ 3 tại Việt Nam, có mặt trên tất cả 63 tỉnh, thành phố. Người Thái cư trú tập trung tại các tỉnh:
- Sơn La (669.265 người, chiếm 53,2% dân số toàn tỉnh và 36,9% tổng số người Thái tại Việt Nam),
- Nghệ An (338.559 người, chiếm 10,1% dân số toàn tỉnh và 19,0% tổng số người Thái tại Việt Nam),
- Thanh Hóa (247.817 người, chiếm 6,6% dân số toàn tỉnh và 14,5% tổng số người Thái tại Việt Nam),
- Điện Biên (213.714 người, chiếm 38,0% dân số toàn tỉnh và 12,0% tổng số người Thái tại Việt Nam),
- Lai Châu (142.898 người, chiếm 32,3% dân số toàn tỉnh và 7,7% tổng số người Thái tại Việt Nam),
- Yên Bái (61.964 người),
- Hòa Bình (34.387 người),
- Đắk Lắk (19.709 người),
- Đắk Nông (11.250 người)[8]...

## Các nhóm người Thái

### Người Thái Đen (Tai Dam)
Thái Đen (tiếng Thái:ไทดำ; chữ Thái Đen:ꪼꪕꪒꪾ, phát âm tiếng Thái: [Thay Đằm]) hay Thái quần đen ( tiếng Thái: ไทยทรงดำ; phát âm tiếng Thái: [Thay xoong-đằm]) cư trú ở khu vực tỉnh Sơn La và Điện Biên (Mường La,  Mường Thèng), một số tập trung ở miền Tây Thanh Hóa (Mường Khoòng). Các nhóm Tay Thanh (Man Thanh), Tay Mười, Tay Khăng ở miền Tây Thanh Hóa, Nghệ An cũng mới từ mạn Tây Bắc chuyển xuống cách đây vài ba trăm năm và bị ảnh hưởng bởi văn hóa và nhân chủng của cư dân địa phương và Lào.
Nhóm Tay Thanh từ Mường Thanh (Điện Biên) đi qua Lào vào Thanh Hóa và tới Nghệ An định cư cách đây hai, ba trăm năm, nhóm này gần với nhóm Thái Yên Châu (Sơn La) và chịu ảnh hưởng văn hóa Lào. Dân số của nhóm Thái Đen tại Việt Nam năm 2002 ước tính khoảng 699.000 người trong tổng số 763.950 người Thái Đen trên toàn thế giới. Ngoài ra còn có khoảng 50.000 người Thái Đen hay Tay Mười sinh sống tại tỉnh Khăm Muộn, Lào (số liệu 1995); 10.000 người Thái Đen (một phần của dân tộc Thái theo phân loại của CHND Trung Hoa) sinh sống tại tỉnh Vân Nam, Trung Quốc (số liệu 1995) và 700 người Thái Đen sinh sống tại tỉnh Loei, Thái Lan (số liệu 2004, nhóm này đến Thái Lan vào năm 1885).Số dân Thái Đen cũng sống ở các tỉnh khác như Nakhon Pathom, Ratchaburi, Suphan buri, Phitsanulok, Chumphon và Surat Thani.

### Người Thái Trắng (Tai Don, Tai Khao)
Nhóm Thái Trắng (Tay Đón/Tay Khao, tiếng Thái: ꪼꪕ ꪒ꪿ꪮꪙ /
ꪼꪕ ꪄꪱꪫ) cư trú chủ yếu ở tỉnh Lai Châu, Điện Biên và một số huyện tỉnh Sơn La (Quỳnh Nhai, Bắc Yên, Phù Yên). Ở Đà Bắc thuộc tỉnh Hòa Bình, có nhóm tự nhận là Tày Khao, từng được gọi là Thổ Đà Bắc. Ở xã Dương Quỳ, huyện Văn Bàn, tỉnh Lào Cai, có một số địa bàn Thái Trắng chịu ảnh hưởng đậm của văn hóa Tày. Ở Sapa, Bắc Hà, nhiều nhóm Thái Trắng đã Tày hóa.
Người Thái Trắng đã có mặt dọc hữu ngạn sông Hồng và tỉnh Lai Châu, Điện Biên từ thế kỷ XIII và làm chủ Mường Lay (địa bàn chính là huyện Mường Chà ngày nay) thế kỷ XIV, một bộ phận di cư xuống Đà Bắc và Thanh Hóa thế kỷ XV. Có thuyết cho rằng họ là con cháu người Thái Lặc ở Trung Quốc. Dân số của nhóm Thái Trắng tại Việt Nam năm 2002 ước tính khoảng 280.000 người trong tổng số 490.000 người Thái Trắng trên toàn thế giới. Ngoài ra còn có khoảng 200.000 người Thái Trắng sinh sống tại Lào (thống kê năm 1995); 10.000 người Thái Trắng (một phần của dân tộc Thái theo phân loại của CHND Trung Hoa) sinh sống tại tỉnh Vân Nam, Trung Quốc (số liệu 1995).
Ở Mường Tấc, nay thuộc huyện Phù Yên, tỉnh Sơn La, một nhánh của người Thái Trắng nói tiếng riêng gọi là tiếng Tày Tấc.

### Người Thái Đỏ (Tai Daeng)
Nhóm Thái Đỏ (?) (ꪼꪕ ꪵꪒꪉ -Tay Đèng), gồm nhiều nhóm khác nhau cư trú chủ yếu ở một số huyện như Mộc Châu (Sơn La), Mai Châu (Hòa Bình) và các huyện miền núi như Bá Thước (Thanh Hóa) và Quỳ Châu, Quỳ Hợp, Con Cuông, Tương Dương - điều này không chắc chắn (Nghệ An). Dân số của nhóm Thái Đỏ tại Việt Nam năm 2002 ước tính khoảng 140.000 người trong tổng số 165.000 người Thái Đỏ trên toàn thế giới. Ngoài ra còn có khoảng 25.000 người Thái Đỏ sinh sống tại tỉnh Sầm Nưa, Lào (số liệu 1991). Tuy nhiên, tên gọi này hiện đang có nhiều tranh cãi.

### Chưa rõ ràng
Một số nhóm có dân số ít hoặc chưa được phân định rõ ràng như Tay Mười (ꪼꪕ ꪹꪢ꫁ꪥ), Tay Khăng sống xen kẽ với nhóm Tay Thanh và Tay Mường ở Nghệ An).

### Người Thái Mường Vạt (?)
Người Thái Mường Vạt hay còn gọi là Thày Mường Vạt sống tại huyện Yên Châu, Sơn La. Họ nói tiếng Thái Mường Vạt. Họ tự nhận mình là người Thái Đen (Tay Đăm).

### Người Thái Dọ (Tai Yo)
Người Thái Dọ hay còn gọi là Tay Dọ, Tay Mương, Tay Hàng Tổng sống tập trung tại các huyện miền tây Nghệ An và huyện Thường Xuân, Như Xuân của Thanh Hóa. Họ nói Tiếng Tay Dọ, có chữ viết riêng là chữ Lai Tay và Lai Pao, hiện nay vẫn đang được sử dụng.

### Người Thái Thanh (Tai Nhai)
Người Thái Thanh hay còn gọi là Tày Theng, Tày Nhài. Họ sinh sống ở Nghệ An, Thanh Hóa và nói tiếng Tay Nhài.

### Người Thái Lự (Tai Lue)
Người Thái Lự là một nhánh của dân tộc Thái, sinh sống tại hai huyện Phong Thổ và Sìn Hồ, tỉnh Lai Châu. Ở Việt Nam họ được xếp vào dân tộc riêng là người Lự.

### Người Tày Đà Bắc (Tay Khao)
Người Tày Đà Bắc hay còn gọi là Thổ Đà Bắc gồm 20,000 người sống tại Đà Bắc, tỉnh Hòa Bình. Tuy gọi là người Tày nhưng họ theo văn hóa của Người Thái Tây Bắc và nói tiếng Phu Thái. Theo số liệu thống kê năm 2009, huyện Đà Bắc có 48.775 người, trong đó dân tộc Tày là 19.805 người, chiếm 40,6% dân số toàn huyện và chiếm 99,44% dân tộc Tày của toàn tỉnh. Tại huyện Đà Bắc họ cư trú tập trung ở một số xã như Tân Minh, Tân Pheo, Trung Thành, Đoàn Kết, Đồng Ruộng, Đồng Chum, Mường Chiềng và Nánh Nghê.

### Người Tày Sapa, người Pa Dí
Người Tày Sapa và người Pa Dí sinh sống tại Sa Pa và Mường Khương tỉnh Lào Cai. Họ được xếp vào dân tộc Tày, tuy nhiên tiếng nói của họ thuộc nhóm Thái Tây Nam của người Thái.

### Người Thái ở hải ngoại
Ngoài ra còn có chừng 20.000 người Thái gốc Việt Nam sinh sống tại nước ngoài, chủ yếu là Pháp và Hoa Kỳ.

## Ngôn ngữ và chữ viết

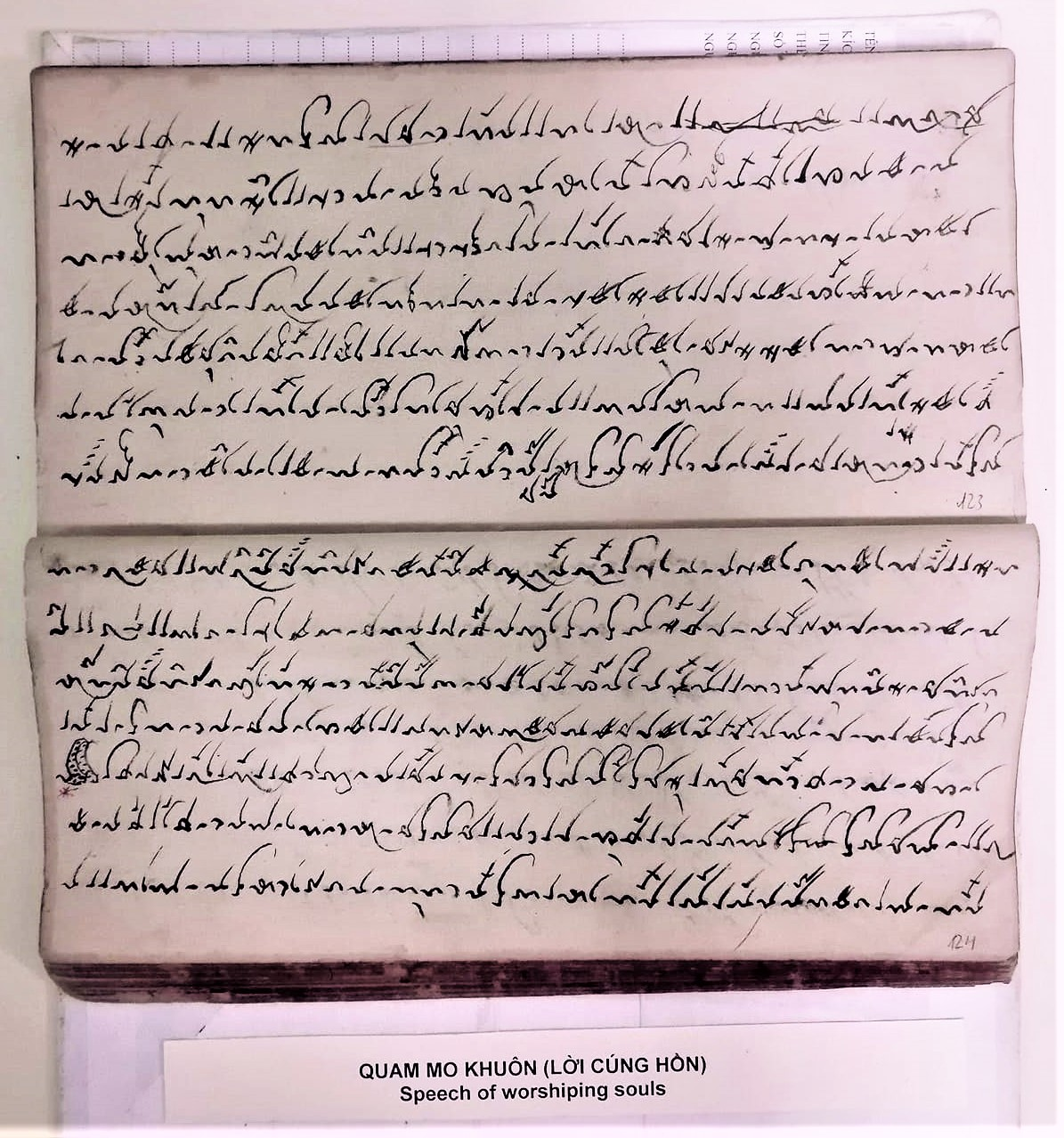
Văn bản chữ Thái Đen Quãm Mo Khuôn (Lời cúng hồn) trưng bày tại Bảo tàng tỉnh Sơn La

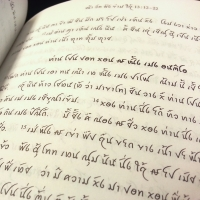
Một trang chữ Thái Đen được in ấn tại Hoa Kỳ (bởi người Thái tại Hoa Kỳ), nguồn: [https://software.sil.org/taiheritage/ SIL

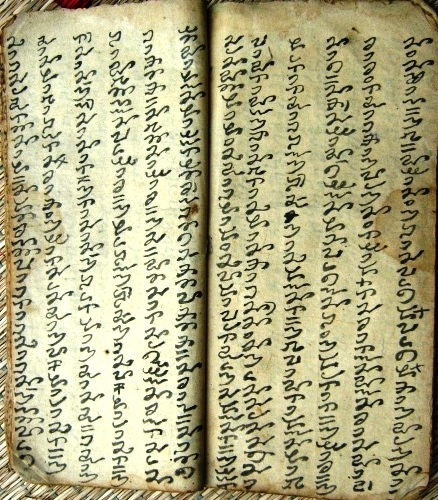
Một văn bản chữ Thái Lai Tay

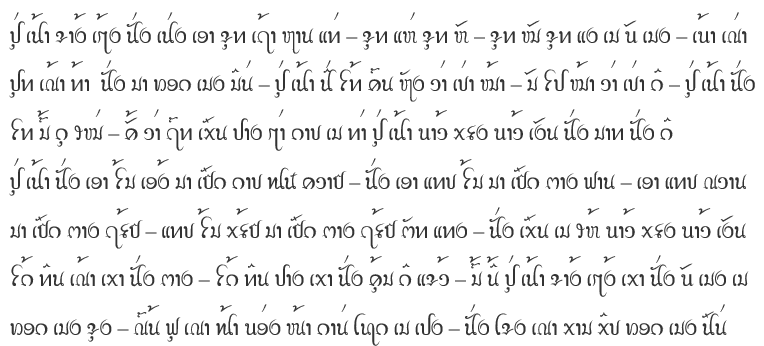
Chữ Thái Việt Nam chính thức được sử dụng từ 5/2008

Người Thái có ngôn ngữ và văn tự riêng. Các nhà dân tộc học hiện nay đã xếp tộc người này vào Nhóm nói tiếng Thái - ngữ hệ (họ ngôn ngữ) Kra-Dai (hay còn gọi là Tai-Kadai) .
Do có chung một cội nguồn, các ngôn ngữ Thái có tỷ lệ từ vựng chung cao.
Các ngôn ngữ Thái này chủ yếu là ngôn ngữ đơn âm tiết, có thanh điệu. Cú pháp chủ yếu là SVO (chủ ngữ, động từ, tân ngữ). Trừ những câu mệnh lệnh thức, còn ít có trường hợp đảo ngược thứ tự này. Chữ Thái ở Việt Nam được chia thành năm dựa theo các vùng:
1. Thái Trắng miền cực bắc Tây Bắc.
2. Thái Đen vùng giữa miền Tây Bắc, thường gọi là tiếng Thái chín châu (Kwam Thai kau chaw muang).
3. Thái Đen ở huyện Yên Châu (Sơn La), thường gọi là Thái Mường Vạt.
4. Thái Trắng ở huyện Phù Yên, Mộc Châu (Sơn La) hợp cùng Thái Đen, thường gọi là Tày Thanh (Man Thanh, Tay Nhài).
5. Nhóm Thái với các tên thường gọi là Tày Mường, Hàng Tổng, Tày Dọ ở miền Tây Thanh Hóa, Nghệ An.
Văn tự Thái có nguồn gốc từ hệ chữ Sanskrit (Ấn Độ). Chữ Thái cổ Việt Nam thống nhất cách cấu tạo và đọc, nhưng lại có tám loại ký tự khác nhau, đó là: chữ Thái Đen, chữ Thái Trắng Mường Lay, chữ Thái Trắng Phong Thổ, chữ Thái Trắng Phù Yên, chữ Thái Trắng Mộc Châu, Mai Châu, Đà Bắc, chữ Thái Lai Xư (Tay Thanh), chữ Thái Lai Pao (Tương Dương, Nghệ An), chữ Thái Lai Tay hay chữ Thái Quỳ Châu (Quế Phong, Quỳ Châu, Quỳ Hợp thuộc tỉnh Nghệ An).
Trong giai đoạn 1954 - 1969, chữ Thái khu tự trị Tây Bắc cũ đã được cải tiến, thống nhất và mang tên Chữ Thái Việt Nam thống nhất. Từ tháng 5/2008 chữ Thái cải tiến mới được chính thức được đưa vào sử dụng, được gọi là chữ Thái Việt Nam.
Chữ Thái Việt Nam (Tai Viet) có vùng mã Unicode U+AA80..U+AADF , tuy nhiên các font chữ phổ biến hiện có trong máy tính không hiện được các ký tự này.
| Bảng Unicode chữ Thái Việt Nam Official Unicode Consortium code chart: Tai Viet Version 13.0 |   |   |   |   |   |   |   |   |   |   |   |   |   |   |   |   |
|                                                                                              | 0 | 1 | 2 | 3 | 4 | 5 | 6 | 7 | 8 | 9 | A | B | C | D | E | F |
| U+AA8x                                                                                       | ꪀ | ꪁ | ꪂ | ꪃ | ꪄ | ꪅ | ꪆ | ꪇ | ꪈ | ꪉ | ꪊ | ꪋ | ꪌ | ꪍ | ꪎ | ꪏ |
| U+AA9x                                                                                       | ꪐ | ꪑ | ꪒ | ꪓ | ꪔ | ꪕ | ꪖ | ꪗ | ꪘ | ꪙ | ꪚ | ꪛ | ꪜ | ꪝ | ꪞ | ꪟ |
| U+AAAx                                                                                       | ꪠ | ꪡ | ꪢ | ꪣ | ꪤ | ꪥ | ꪦ | ꪧ | ꪨ | ꪩ | ꪪ | ꪫ | ꪬ | ꪭ | ꪮ | ꪯ |
| U+AABx                                                                                       | ꪰ  | ꪱ | ꪲ  | ꪳ  | ꪴ  | ꪵ | ꪶ | ꪷ  | ꪸ  | ꪹ | ꪺ | ꪻ | ꪼ | ꪽ | ꪾ  | ꪿  |
| U+AACx                                                                                       | ꫀ | ꫁  | ꫂ |   |   |   |   |   |   |   |   |   |   |   |   |   |
| U+AADx                                                                                       |   |   |   |   |   |   |   |   |   |   |   | ꫛ | ꫜ | ꫝ | ꫞ | ꫟ |

## Đặc điểm kinh tế
Người Thái có nhiều kinh nghiệm, đào mương, dựng đập, bắc máng lấy nước làm ruộng. Lúa nước là nguồn lương thực chính, đặc biệt là lúa nếp. Người Thái cũng làm nương để trồng lúa, hoa màu và nhiều thứ cây khác. Từng gia đình chăn nuôi gia súc, gia cầm, đan lát, dệt vải, một số nơi làm đồ gốm... Sản phẩm nổi tiếng của người Thái là vải thổ cẩm, với những hoa văn độc đáo, màu sắc rực rỡ, bền đẹp.

## Văn hóa

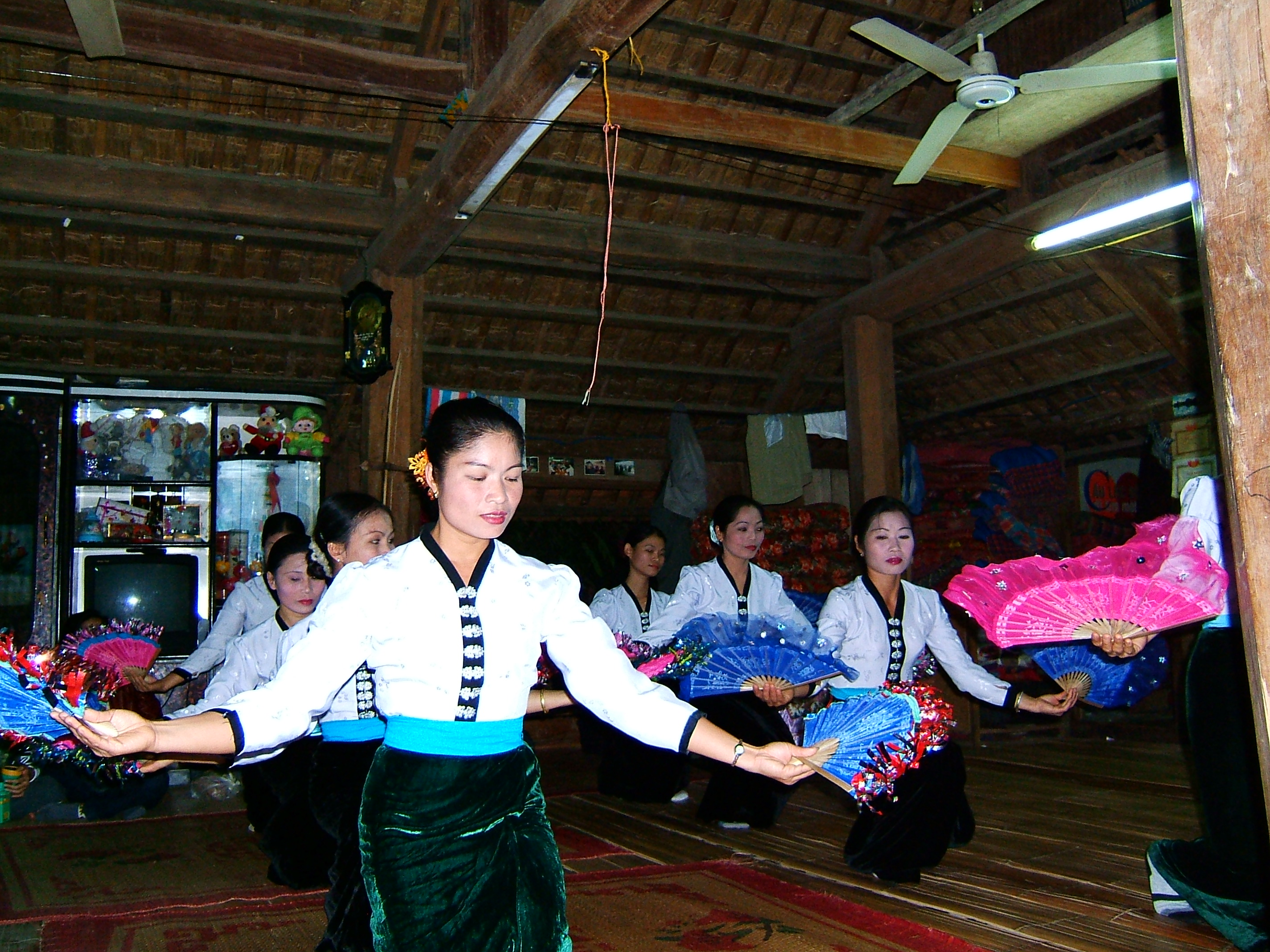
Múa quạt, người Thái tại Bản Lác, Mai Châu, Hòa Bình

### Họ của người Thái
Người Thái sử dụng các họ chủ yếu như: Khoàng, Bạc, Bế, Bua, Bun, Cà (Hà, Kha, Khà, Mào, Sa), Cầm, Chẩu, Chiêu, Đèo, Điều, Điêu, Hà, Hoàng, Khằm Leo, Lèo, Lềm (Lâm, Lịm), Lý, Lò (Lô, La, Lo), Lộc (Lục), Lự (Lù), Lường (Lương), Manh, Mè, Nam, Nông, Ngần, Ngưu, Nho, Nhật, Panh, Pha, Phia, Phìa, Quàng (Hoàng, Vàng), Sầm (Cầm Bá, Phạm Bá), Tạ, Tày, Tao (Đào), Tạo, Tòng (Toòng), Lang (Vi), Vì (Vi), Xa (Sa), Xin, Lưu .

### Hôn nhân
Người Thái có tục ở rể, vài năm sau, khi đôi vợ chồng đã có con mới về ở bên nhà chồng, nhưng bây giờ hầu như không có trừ vài trường hợp gia đình bên gái khó khăn.
Cô gái Thái khi lấy chồng phải búi tóc (ꪔꪰ꫁ꪉ ꪹꪀ꫁ꪱ tẳng cảu) - tục lệ này thường thấy rõ ràng nhất ở nhóm Thái Đen.

### Tục lệ ma chay
Người Thái quan niệm chết là tiếp tục "sống" ở thế giới bên kia. Vì vậy, đám ma là lễ tiễn những người chết về "Mường Trời" .

### Văn hóa dân gian
Thần thoại, cổ tích, truyện thơ, ca dao... là những vốn quý báu của văn học cổ truyền người Thái. Những tác phẩm thơ ca nổi tiếng của dân tộc Thái là: Xống chụ xon xao (Tiễn dặn người yêu), Khun Lú Nàng Ủa (Chàng Lú nàng Ủa).... Người Thái sớm có chữ viết nên nhiều vốn cổ (văn học, luật tục, dân ca) được ghi chép lại trên giấy bản và lá cây. Người Thái rất thích ca hát, đặc biệt là khắp. (tiếng Thái: ꪄꪾꪚ) là lối ngâm thơ hoặc hát theo lời thơ, có thể đệm đàn và múa. Nhiều điệu múa đã được trình diễn trên sân khấu trong và ngoài nước, hấp dẫn đông đảo khán giả. Hạn khuống, ném còn là hai đặc trưng văn hóa nổi bật của người Thái.

### Nhà cửa

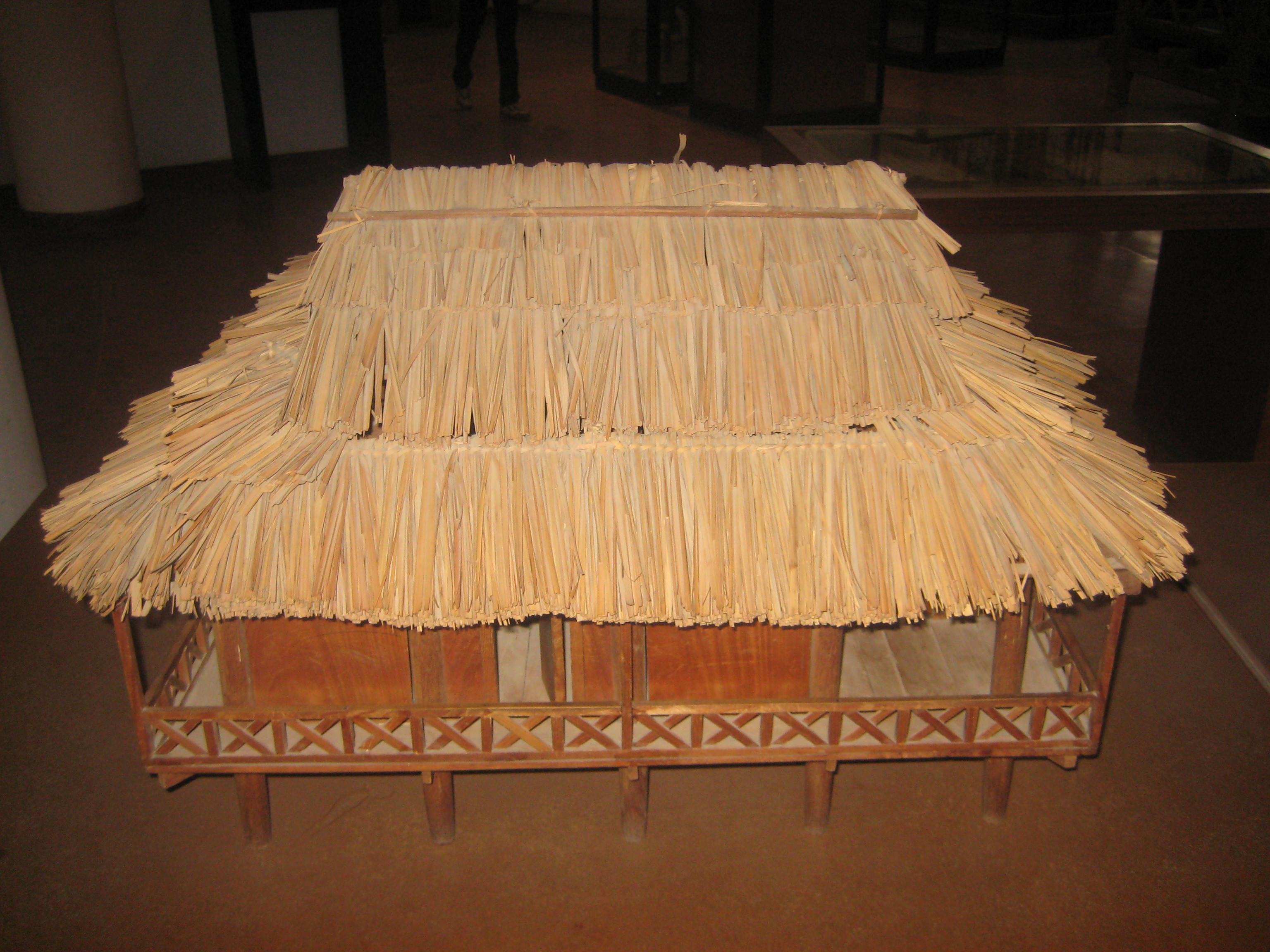
Mô hình nhà người Thái Trắng (Lai Châu, Việt Nam) - Phòng trưng bày Bảo tàng Dân tộc học Việt Nam

Điểm khác biệt nhất của nhà cửa người Thái so với người Việt và Hán là họ ở nhà sàn. Nhà sàn người Thái trắng có khá nhiều điểm gần với nhà Tày-Nùng. Còn nhà người Thái Đen lại gần với kiểu nhà của các cư dân Môn-Khmer. Tuy vậy, nhà người Thái Đen lại có những đặc trưng không có ở nhà của cư dân Môn-Khmer: nhà người Thái Đen nóc hình mai rùa, chỏm đầu đốc có khau cút với nhiều kiểu khác nhau. Hai gian hồi để trống và có lan can bao quanh. Khung cửa ra vào và cửa sổ có nhiều hình thức trang trí khác nhau.
Bộ khung nhà Thái có hai kiểu cơ bản là khứ tháng và khay điêng. Vì khay điêng là vì khứ kháng được mở rộng bằng cách thêm hai cột nữa. Kiểu vì này dần gần lại với kiểu vì nhà người Tày-Nùng.
Cách bố trí trên mặt bằng sinh hoạt của nhà Thái Đen khá độc đáo: các gian đều có tên riêng. Trên mặt sàn được chia thành hai phần: một phần dành làm nơi ngủ của các thành viên trong gia đình, một nửa dành cho bếp và còn là nơi để tiếp khách nam giới.

## Những người Thái Việt Nam có danh tiếng
Các dòng họ người Thái nối đời làm quan lang đạo các vùng mường Tây Bắc Việt Nam, trong thời phong kiến Việt Nam từ thời nhà Hậu Lê đến thời nhà Nguyễn, theo Lê Quý Đôn gồmː
- họ Xa phụ đạo châu Mộc, châu Đà Bắc, châu Nam Mã (Sop Bao) ngày nay là thị xã Mộc Châu, các huyện Đà Bắc, huyện Vân Hồ và huyện Sốp Bao (Lào)).
- họ Đèo phụ đạo châu Lai (Mường Lay), châu Chiêu Tấn (Phong Thổ), châu Quỳnh Nhai.
- họ Cầm phụ đạo châu Ninh Biên (Điện Biên Phủ), châu Luân (Tủa Chùa), châu Tuần Giáo, châu Sơn La, châu Mai Sơn, châu Phù Hoa (Phù Yên).
- họ Hà phụ đạo châu Mai (Mai Châu).
- họ Bạc (Bạc Cầm) phụ đạo Mường Muổi [Mang Mỗi] (châu Thuận Châu).
- họ Hoàng phụ đạo châu Việt - tức Mường Vạt (Yên Châu).

Theo Phạm Thận Duật gồmː
- họ Xa phụ đạo châu Mộc, Đà Bắc, ngày nay là các huyện Mộc Châu, huyện Đà Bắc, huyện Vân Hồ.
- họ Đèo phụ đạo châu Lai (Mường Lay), châu Chiêu Tấn (Phong Thổ), châu Luân Châu (Tủa Chùa), châu Quỳnh Nhai, thêm châu Văn Bàn (cũng theo Nguyễn Văn Siêu).
- họ Cầm phụ đạo châu Tuần Giáo, châu Sơn La, châu Mai Sơn, châu Phù Hoa (Phù Yên).
- họ Hà phụ đạo châu Mai (Mai Châu), Mường Khoòng (Bá Thước).
- họ Bạc phụ đạo Mang Mỗi (Mưỡng Muổi - châu Thuận Châu).
- họ Hoàng phụ đạo châu Việt (Mưỡng Vạt - Yên Châu).

| Lò Lẹt                 | ꪩꪷ ꪵꪩꪒ Lõ Lẹt          | Tk.14     | Chúa người Thái Đen tại Thuận Châu (Mường Muổi) thuộc tiểu quốc Ngưu Hống, chống lại nhà Trần thời Trần Minh Tông, Trần Hiến Tông năm 1329-1337, sau thần phục nhà Trần góp phần mở rộng lãnh thổ Đại Việt về phía tây bắc vào cuối thời nhà Trần.                |               |          |                                                                                                |
| Xa Khả Tham (hoặc Sâm) | ꪁꪱ ꪁꪾ ꪎꪱꪣ Khà Khằm Xam | Tk.15     | Thủ lĩnh người Thái Trắng tại Mộc Châu, thần phục Lê Thái Tổ năm 1427, tham gia chống lại nhà Minh lập nên nhà Hậu Lê, được Lê Thái Tổ phong làm quan Tư mã cai quản Mộc Châu (vùng đất nay là huyện Mộc Châu, huyện Đà Bắc, huyện Vân Hồ và huyện Sốp Bao (Lào). |               |          |                                                                                                |
| Đèo Cát Hãn            | ꪹꪀꪒ ꪁꪾ Kướt Kằm        | Tk.15     | Thủ lĩnh người Thái Trắng tại Mang Lễ (Mường Lay), trong lịch sử Việt Nam xuất hiện từ thời Nhà Hồ sang thời Hậu Lê. |               |          |                                                                                                |
| Đèo Văn Sinh           |                       | Tk.19     | Thủ lĩnh người Thái Trắng, năm 1869 nắm quyền cai quản vùng Sipsong Chuthai (mười hai xứ Thái), quê bản Nậm Dòn, xã Nậm Hàng, huyện Mường Tè, Lai Châu |               |          |                                                                                                |
| Đèo Văn Trị            |                       | 1849-1908 | Thủ lĩnh người Thái Trắng, tên Thái là Cầm Oum, con của chúa Đèo Văn Sinh, kế thừa cai quản vùng ꪎꪲꪚ ꪎꪮꪉ ꪊꪴ ꪼꪕ - Xíp Xong Chu Tay, cuối thế kỷ XIX từng tham gia chống Pháp nhưng sau đó thừa nhận sự cai trị của người Pháp.                                       |               |          |                                                                                                |
| Đèo Văn Long           |                       | 1887-1975 | Thủ lĩnh người Thái, lãnh chúa Khu tự trị Thái ở Liên bang Đông Dương, con trai thứ của chúa Đèo Văn Trị |               |          |                                                                                                |
| Lò Văn Sôn             |                       | 1920-...  | Chiến sỹ Điện Biên, đại tá, nguyên phó Tham mưu trưởng Quân khu 1. Quê quán xã Chiềng Xôm, thành phố Sơn La, tỉnh Sơn La |               |          |                                                                                                |
| Cầm Ngoan              |                       | 1922-2007 | Đại biểu Quốc hội Việt Nam 5 khóa (3 đến 7), Phó chủ tịch Quốc hội khóa 7, quê xã Tường Phù, Phù Yên, Sơn La |               |          |                                                                                                |
| Hoàng Nó               |                       | 1926-     | Tên thật Cầm Văn Lương, nhà thơ, bí thư khu uỷ Khu tự trị Tây bắc. Quê quán xã Mường Chanh, huyện Mai Sơn, tỉnh Sơn La |               |          |                                                                                                |
| Lò Văn Puốn            |                       | 1940-...  | Ủy viên BCHTW Đảng CSVN, Bí thư Tỉnh ủy tỉnh Lai Châu, đại biểu Quốc hội Việt Nam khóa 10 (1996-2001), quê xã Thanh An, huyện Điện Biên |               |          |                                                                                                |
| Cầm Xuân Ế             |                       | 1949-...  | Thiếu tướng phó tư lệnh Quân khu 2. Quê quán xã Tường Tiến, huyện Phù Yên tỉnh Sơn La |               |          |                                                                                                |
| Lù Thị Phương          |                       | 1951-...  | Đại biểu Quốc hội Việt Nam khóa 11, tỉnh Lai Châu |               |          |                                                                                                |
| Tòng Thị Phóng         |                       | 1954-...  | Ủy viên Bộ Chính trị BCH TW Đảng CSVN, đại biểu Quốc hội Việt Nam từ khóa 10 (1997) đến nay, quê xã Chiềng An, thành phố Sơn La. |               |          |                                                                                                |
| Tống Văn Thoóng        |                       | 1955-...  | Đại biểu Quốc hội Việt Nam khóa 12, tỉnh Lai Châu |               |          |                                                                                                |
| Lò Văn Giàng           |                       | 1956-...  | Bí thư Tỉnh ủy Lai Châu (2010-2015), Ủy viên BCHTW Đảng CSVN khóa 11, quê Mường Lay, Điện Biên. |               |          |                                                                                                |
| Vi Văn Long            |                       | 1958-...  | Trung tướng CANDVN | Cầm Ngọc Minh | 1959-... | Chủ tịch UBND tỉnh Sơn La nhiệm kỳ 2016–2021. Quê quán xã Quang Huy, huyện Phù Yên tỉnh Sơn La |
| Lò Văn Muôn            |                       | 1961-...  | Chủ tịch HĐND tỉnh Điện Biên, đại biểu Quốc hội Việt Nam khóa 13, quê xã Noong Luống, huyện Điện Biên |               |          |                                                                                                |
| Hoàng Lương            |                       | 1944-2015 | Phó giáo sư - tiến sĩ, nhà giáo ưu tú, nguyên chủ nhiệm bộ môn Dân tộc học, Đại học KHXH & NV - Đại học Quốc gia Hà Nội. Quê quán Huy Tân, Phù Yên, Sơn La. |               |          |                                                                                                |
| Hoàng Ngọc Dũng        |                       | 1961-...  | Thiếu tướng phó tư lệnh Quân khu 2. Quê quán xã Sốp Cộp, huyện Sốp Cộp tỉnh Sơn La |               |          |                                                                                                |
| Lò Thanh Hay           |                       |           | Thiếu tướng - Giám đốc công an tỉnh Sơn La. Quê quán Mộc Châu, Sơn La |               |          |                                                                                                |
| Hà Thị Nga             |                       | 1969-...  | Phó Bí thư Tỉnh ủy Lào Cai khóa 14 (2015-2020). Chủ tịch Hội Liên hiệp Phụ nữ Việt Nam (2020-nay) |               |          |                                                                                                |
| Quàng Văn Hương        |                       | 1969-...  | Đại biểu Quốc hội Việt Nam khóa 14 (2016-2021), quê xã Chiềng Cọ, thành phố Sơn La. |               |          |                                                                                                |
| Phạm Thị Hoa           |                       | 1970-...  | Đại biểu Quốc hội Việt Nam khóa 11, tỉnh Thanh Hóa |               |          |                                                                                                |
| Tống Thanh Bình        |                       | 1970-...  | Đại biểu Quốc hội Việt Nam khóa 14 (2016-2021), quê xã Mường Tè, huyện Mường Tè, tỉnh Lai Châu |               |          |                                                                                                |
| Vi Thị Hương           |                       | 1970-...  | Bác sĩ, đại biểu Quốc hội Việt Nam khóa 13, quê xã Môn Sơn, huyện Con Cuông, tỉnh Nghệ An |               |          |                                                                                                |
| Lò Thị Luyến           |                       | 1974-...  | Đại biểu Quốc hội Việt Nam khóa 14 (2016-2021), quê xã Chiềng Mai, huyện Mai Sơn, tỉnh Sơn La |               |          |                                                                                                |
| Sa Minh Trắc           |                       | 1942-...  | Thiếu tướng QĐNDVN, nguyên Phó Tư lệnh Quân khu 2. Quê xã Cát Thịnh huyện Văn Chấn, tỉnh Yên Bái |               |          |                                                                                                |
| Hà Hùng                |                       |           | Nguyên Bí thư tỉnh uỷ ĐCS Sơn La. Hiện giờ là Phó Chủ nhiệm UBKT trung ương, Quê quán: Mộc Châu, Sơn La |               |          |                                                                                                |
| Quàng Văn Huyên        |                       |           | Đại tá QĐNDVN Nguyên Chính uỷ Bộ CHQS tỉnh Sơn La, Lão thành cách mạng. Quê quán: Chiềng An, TP sơn La, Sơn La |               |          |                                                                                                |
| Cầm Quốc Quân          |                       |           | Đại tá QĐNDVN Nguyên Phó Chỉ huy trưởng Chính trị Bộ CHQS tỉnh Sơn La. Quê quán: Mai Sơn, Sơn La. |               |          |                                                                                                |
| Điêu Chính Một         |                       |           | Đại tá QĐNDVN Chính uỷ Bộ CHQS tỉnh Lai Châu. Quê quán: Mường Chiên, Quỳnh Nhai, Sơn La. |               |          |                                                                                                |
| Hà Duy Hom             |                       |           | Đại tá QĐNDVN Nguyên Chính uỷ Cục Hậu cần Bọ Tư lệnh Biên phòng. Quê quán: Tường Phong, Phù Yên, Sơn La |               |          |                                                                                                |
| Tao Văn Khứn           |                       |           | Đại tá QĐNDVN Nguyên Chỉ huy trưởng Bộ CHQS tỉnh Điện Biên. Quê quán: Mường Lay, Điện Biên. |               |          |                                                                                                |
| Hà Văn Pâng            |                       |           | Đại tá QĐNDVN Chỉ huy BĐBP tỉnh Sơn La. Quê quán: Chiềng Dong, Mai Sơn, Sơn La. |               |          |                                                                                                |
| Cầm Văn Câu            |                       |           | Đại tá QĐNDVN Chính uỷ Bộ CHQS tỉnh Sơn La. Quê quán: Mường Chanh, Mai Sơn, Sơn La. |               |          |                                                                                                |